# Норвежская научная экспедиция на Тристан-да-Кунья (1937—1938)
Норвежская научная экспедиция в Тристан-да-Кунья — экспедиция, предпринятая в 1937 — 1938 годах группой норвежских ученых во главе с Эрлингом Кристоферсеном.

## Цель экспедиции
Целью экспедиции было научное изучение одного из самых удалённых обитаемых архипелагов в мире. Экспедиция изучила природные условия островов и состояние здоровья их населения, а также провела социологические опросы обитателей островов.
В состав экспедиции входили студенты трех университетов из Осло: ботаник, социолог, орнитолог, психолог, геолог, морской биолог, ихтиолог, дантист и врач. Исследования проведенные на островах, ученые использовали для своих диссертаций, которые были опубликованы вскоре после их возвращения.

## История
Экспедиция во главе с ученым-ботаником Эрлин Кристоферсен прибыла на остров в декабре 1937 года. В состав экспедиции входило 13 человек, среди которых социолог Питер А. Мунк, орнитолог Ингвар Хаген и психолог Эгиль Баардтес. Также среди экипажа были геолог, морской биолог, ихтиолог, дантист и врач. Позднее к экспедиции присоединился британский инженер, топологический инспектор Аллан Кроуфорд, который был нанят капитаном по пути в Кейптаун. Аллан Кроуфорд позже станет рассматриваться как ведущий специалист-тополог в изучении Тристане да Куньи.
Экспедиция покинула остров в марте 1938 года.

## Последствия
Основываясь на наблюдениях, сделанных во время экспедиции, Эрлин Кристоферсен опубликовал в 1938 году работу «Тристан-да-Кунья, Одинокий остров». В 1945 году опубликовал книгу «Норвежская научная экспедиция в Тристан-да-Кунья, 1937—1938».
Студенты, принявшие участие в экспедиции, опубликовали свои научные работы и получили ученые степени кандидатов наук. Эгиль Баардтес в 1941 году опубликовал научный труд «Морские водоросли Тристана-да-Куньи».
Питер А. Мунк опубликовал в 1946 году «Социология Тристан-да-Куньи», Ингвар Хаген опубликовал в 1952 году работу «Птицы Тристан-да-Кунья».